# Tertres de la Croix Madame
Les deux tertres de la Croix-Madame sont situés à Saint-Just dans le département français d'Ille-et-Vilaine.

## Historique
Les tertres doivent leur nom à une ancienne croix en bois qui était dressée à proximité. Le premier tertre a été vaguement décrit par A. Ramé en 1864 et P. Bézier le mentionne comme un « cromlech » de 22 m de long sur 3 à 4 m de large constitué de 25 blocs de pierres en schiste et quartz. En 1928, L. Collin ne parvient pas à les retrouver car ils sont recouverts par la végétation. Les incendies de 1976 les rendent à nouveau visibles. Charles-Tanguy Le Roux, Y. Lecerf et M. Gautier en relèvent les plans en 1989.

## Description
Le premier tertre s'étire sur 22 m de longueur pour une largeur de plus de 10 m à l'extrémité est et de moins de 7 m à l'extrémité ouest. Sa hauteur ne dépasse pas 0,60 m. Une trentaine de blocs se dressent en surface et délimitent une enceinte quasi-rectangulaire de 17 m de long sur 3 à 4 m de large. D'autres dalles de schiste sont visibles reposant à plat en surface. Deux dalles au sud-ouest semblent marquer une entrée symbolique comme au tertre de la Croix Saint-Pierre.
Plus à l'est, il existe un second tertre, de forme circulaire (diamètre de 10 m à 12 m) dont deux blocs de pierre émergent.